# Boiseries de l'abbaye de Moyenmoutier
Les boiseries de l'abbaye de Moyenmoutier sont un ensemble d'étagères et de bibliothèques en bois de chêne, assimilables à des boiseries. Elles datent du xviiie siècle et proviennent de l'abbaye de Moyenmoutier. Ces meubles se trouvent depuis 2009 à la bibliothèque multimédia intercommunale d'Épinal. Elles sont classées au titre d'objets monuments historiques depuis 1994.

## Description
Élaborées à partir de bois de chêne, les boiseries mesurent 3,74 m de hauteur, 6,12 m de largeur et 75 cm de profondeur. Elles sont décorées de feuillages sculptés, de coquilles de Saint-Jacques de Compostelle, et de cœurs. L'épaisseur des meubles permet de ranger des livres également sur les façades des boiseries. Les boiseries ont connu plusieurs dispositions depuis leur création. Les fonds de cabinets de lecture ont été construits plus tard.

## Historique

### Abbaye de Moyenmoutier
Ces meubles ont été construits pour l'abbaye de Moyenmoutier, au milieu du xviiie siècle. Ils correspondent aux besoins grandissants de la bibliothèque de l'abbaye, qui compte plus de 11 000 volumes. La nouvelle bibliothèque de l'abbaye est construite par Ambroise Pierson, architecte de Senones en 1765. Elle mesure 35,5 m de long, 14,5 m de large et 4,5 m de haut et se trouve au premier étage de l'aile droite. Pour André Masson, les boiseries seraient en fait antérieures à la bibliothèque construite en 1765 ; le style des feuillages et la présence des coquilles comme décoration lui fait dire que les boiseries dateraient du début du xviiie siècle.
Les rayonnages perpendiculaires aux murs formaient une grande allée centrale et desservaient sur les côtés des cabinets de lecture. Ceux-ci permettaient aux moines d'étudier. En effet, les collections de la bibliothèque étaient rangées de manière thématique de sorte qu'un moine étudiant puisse facilement disposer de tous les ouvrages traitant du thème étudié. Ce système de rayonnage et d'organisation semble au rare au xviiie siècle ; le rayonnage en épi apparaît au xixe siècle.
À la suite de la Révolution française, l'ensemble des collections est confisquée au clergé ainsi que les boiseries.

### De l'école à la maison romaine d'Épinal

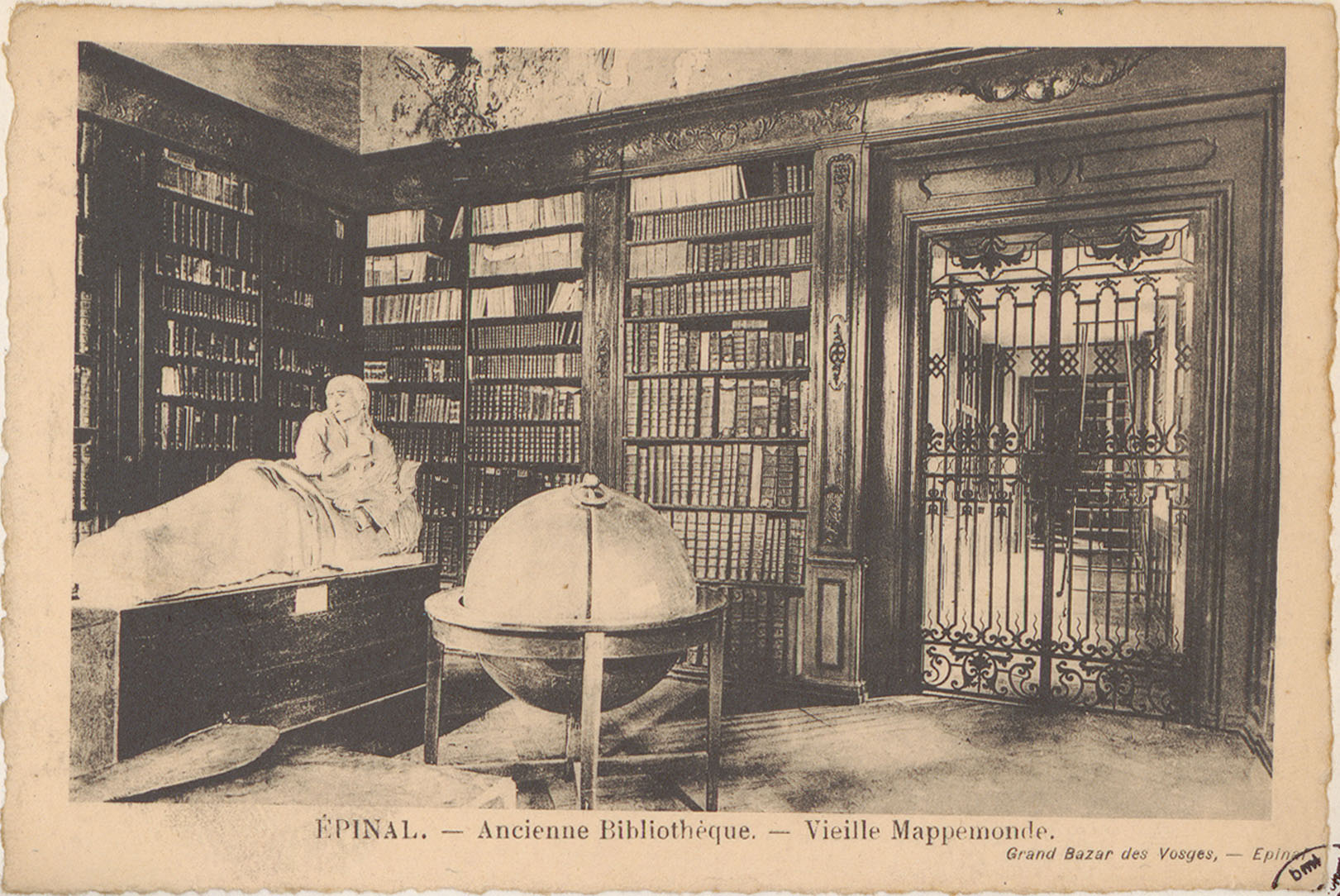
Les boiseries, lorsqu'elles se trouvaient à la bibliothèque de l'école.

Le 29 juillet 1824, le maire royal d'Épinal ordonne le démontage des boiseries pour les transposer à l'école des garçons, place Lagarde, située près de l'actuel Musée Départemental. La bibliothèque compte alors 30 000 volumes, dont l'évangéliaire pourpre et la glossaire anglo-saxon. L'opération se termine le 16 mai 1825.
En 1905, les boiseries et les 34 000 volumes font de nouveau l'objet d'un déménagement vers la maison romaine d'Épinal, bâtiment prévu pour devenir la bibliothèque municipale de la ville. C'est à l'occasion de cette nouvelle organisation que les fonds de cabinets sont créés, ainsi que deux portes en bois, servant à relier l'espace administratif et le fonds ancien. Elles sont réalisées par M. Kiffel en chêne et en sapin décorée à la manière des anciennes boiseries.
Les rayonnages sont toujours en épi et tous perpendiculaires au même mur, laissant une allée latérale pour traverser la pièce.

### Bibliothèque multimédia intercommunale d'Épinal
Avant de changer d'emplacement une nouvelle fois, les boiseries ont été classées monument historique en 1994. À ce titre, une pièce sur-mesure a été construite pour accueillir ces boiseries dans le nouveau bâtiment de la bibliothèque d'Épinal. Cette pièce se situe au centre de la bmi et est rendue visible par une large vitre dans le hall d'entrée. Elle est nommée « salle des boiseries ».
À l'intérieur, on retrouve une organisation semblable à celle de l'abbaye de Moyenmoutier : une grande allée centrale desservant plusieurs cabinets de lecture sur les côtés. On retrouve également les fonds de cabinets créés à la maison romaine, ainsi que les deux portes. Les livres sont désormais classés selon leurs tailles, et non plus selon leurs thèmes.

## Galerie

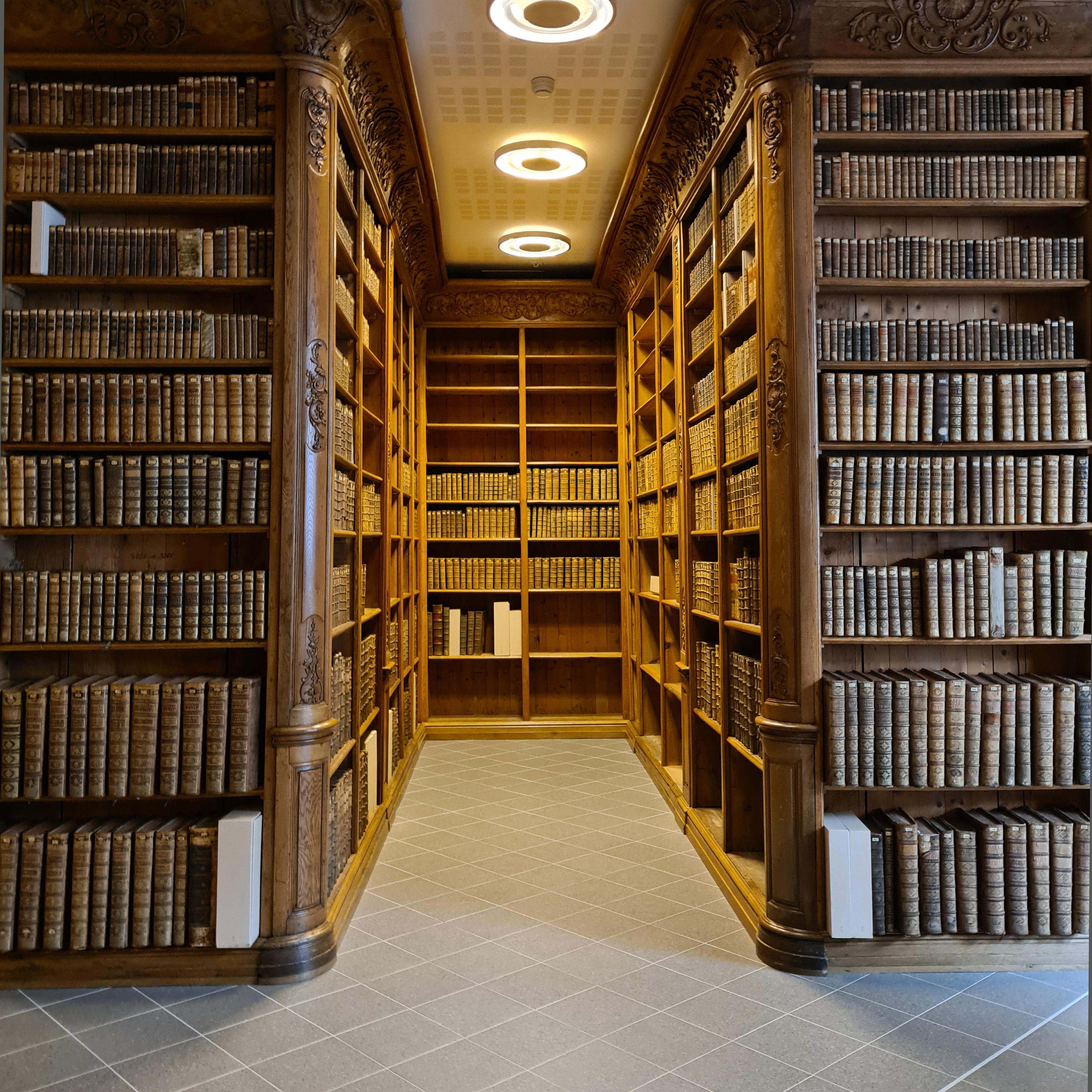
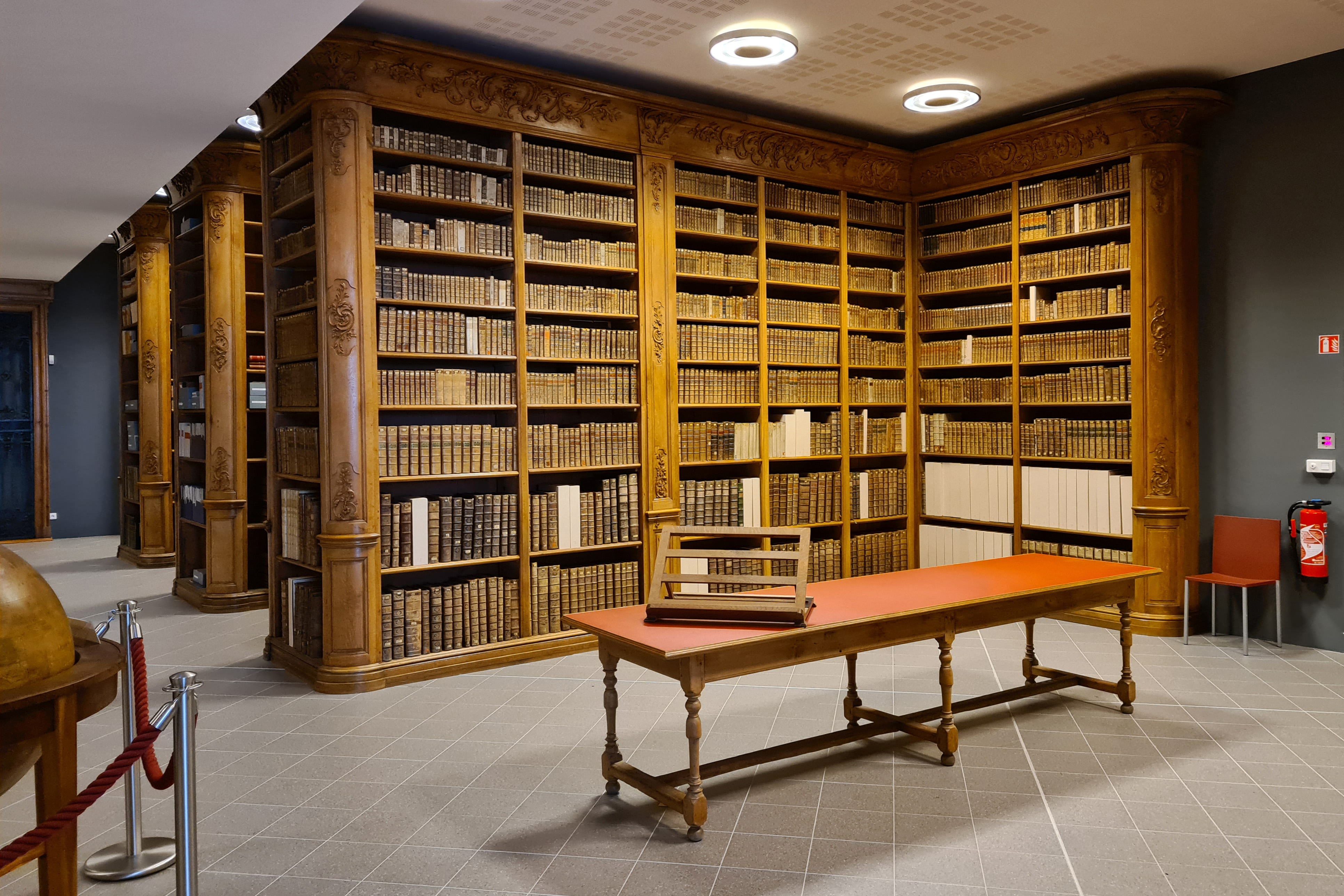
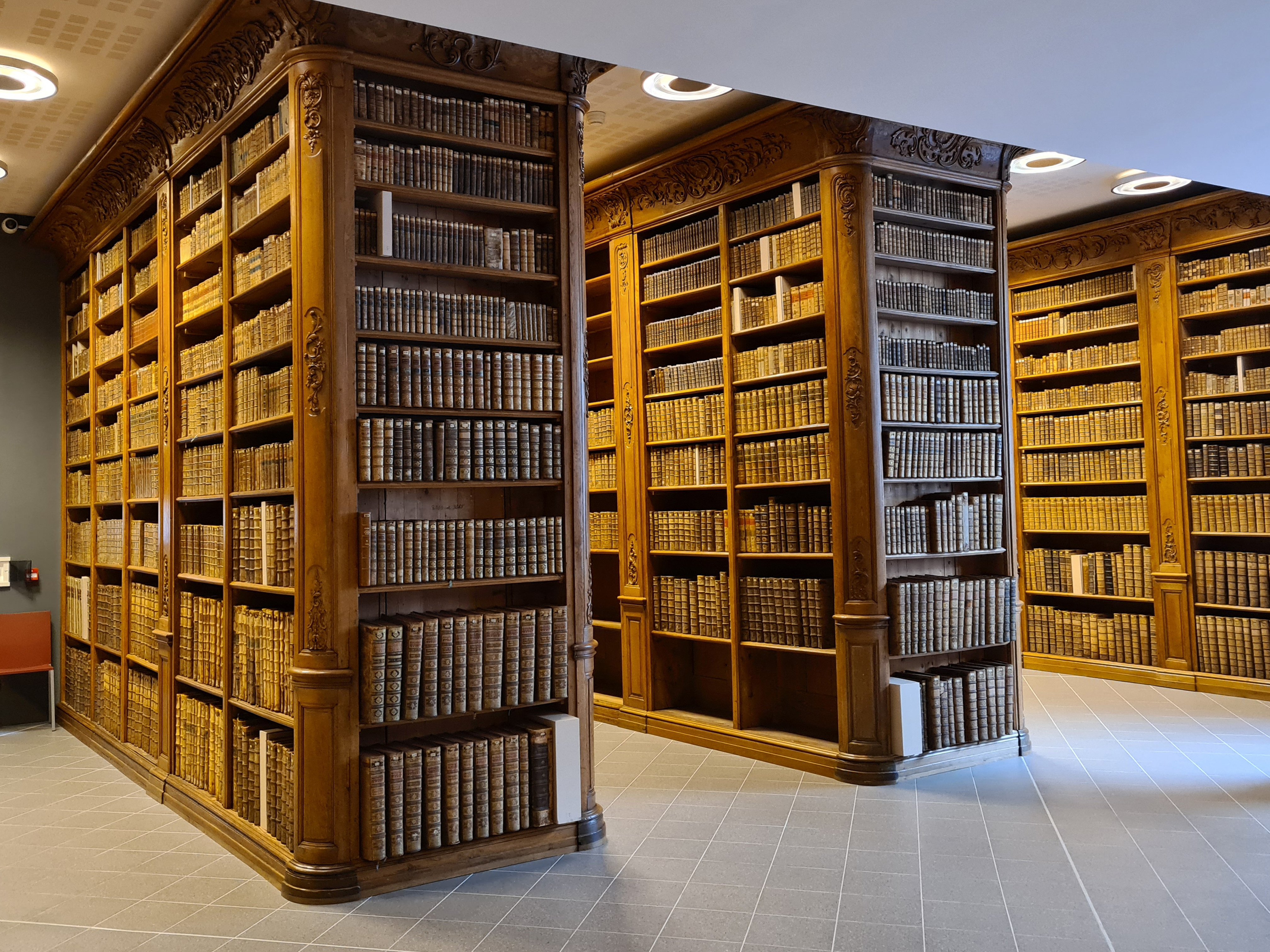
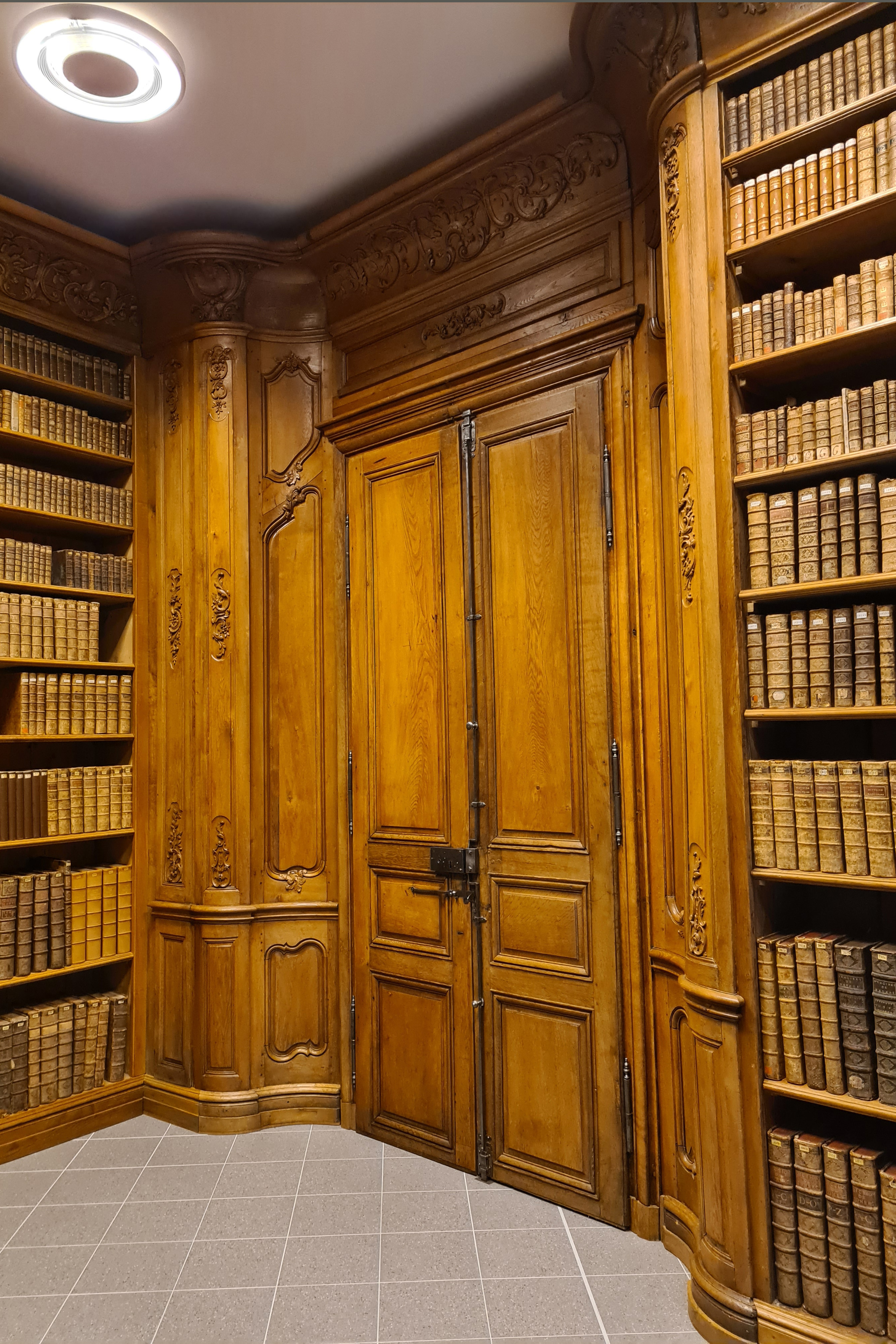
L'une des deux portes fabriquées pour la bibliothèque d'Épinal, situé alors à la maison romaine
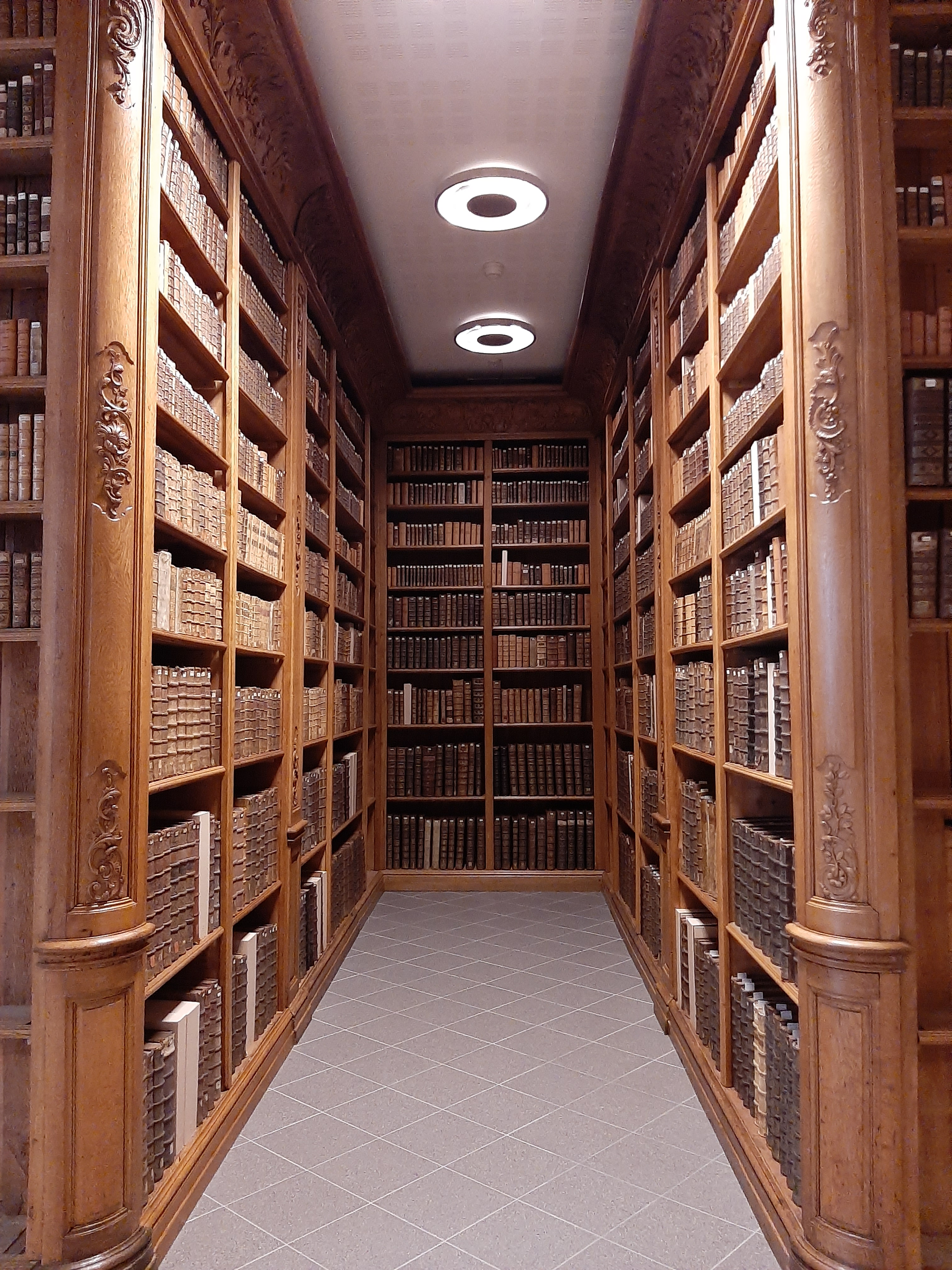
Un fond de cabinet dans la salle des boiseries, créé à la maison romaine
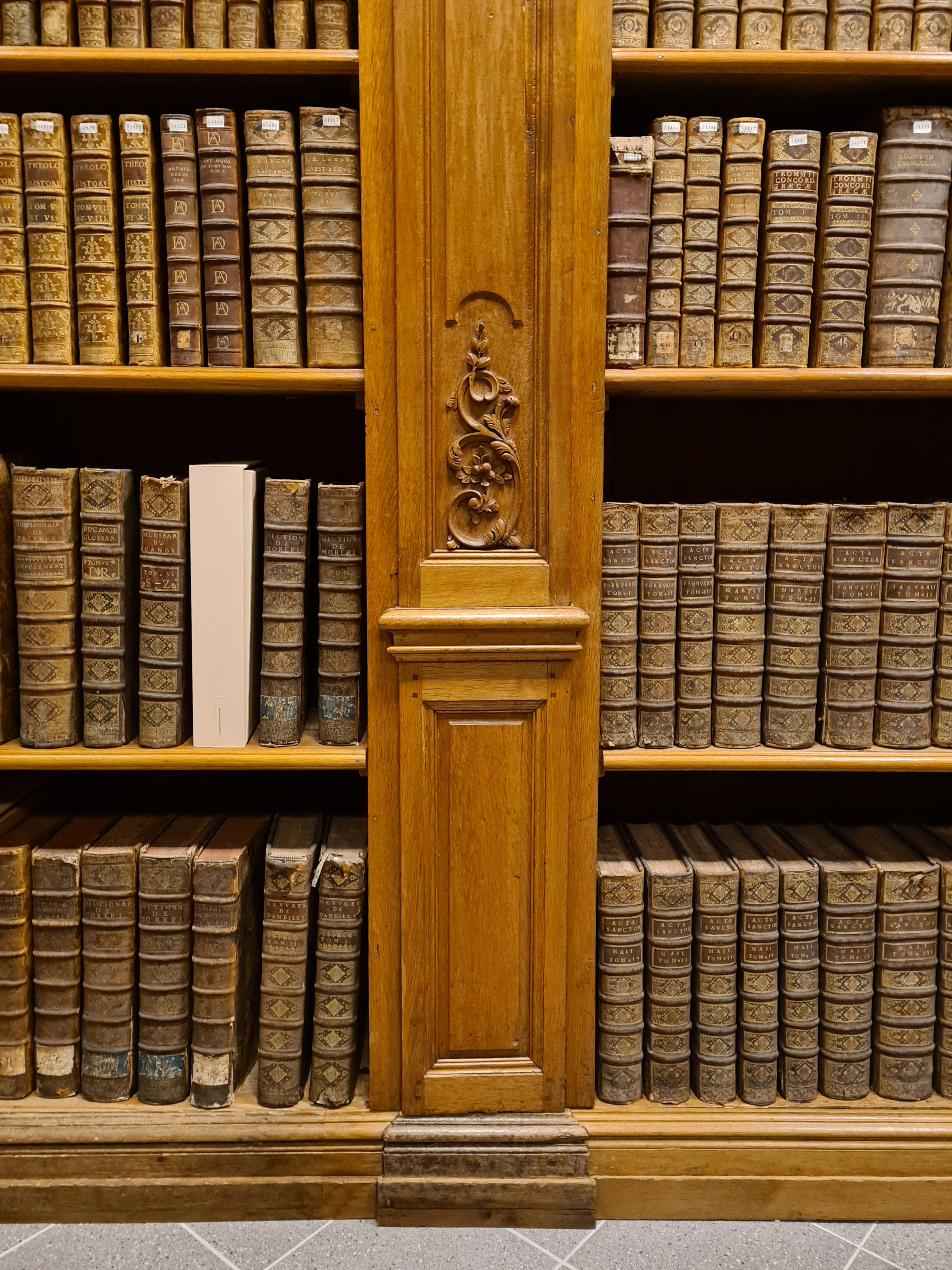
Détail d'une décoration (feuillage) d'un des meubles
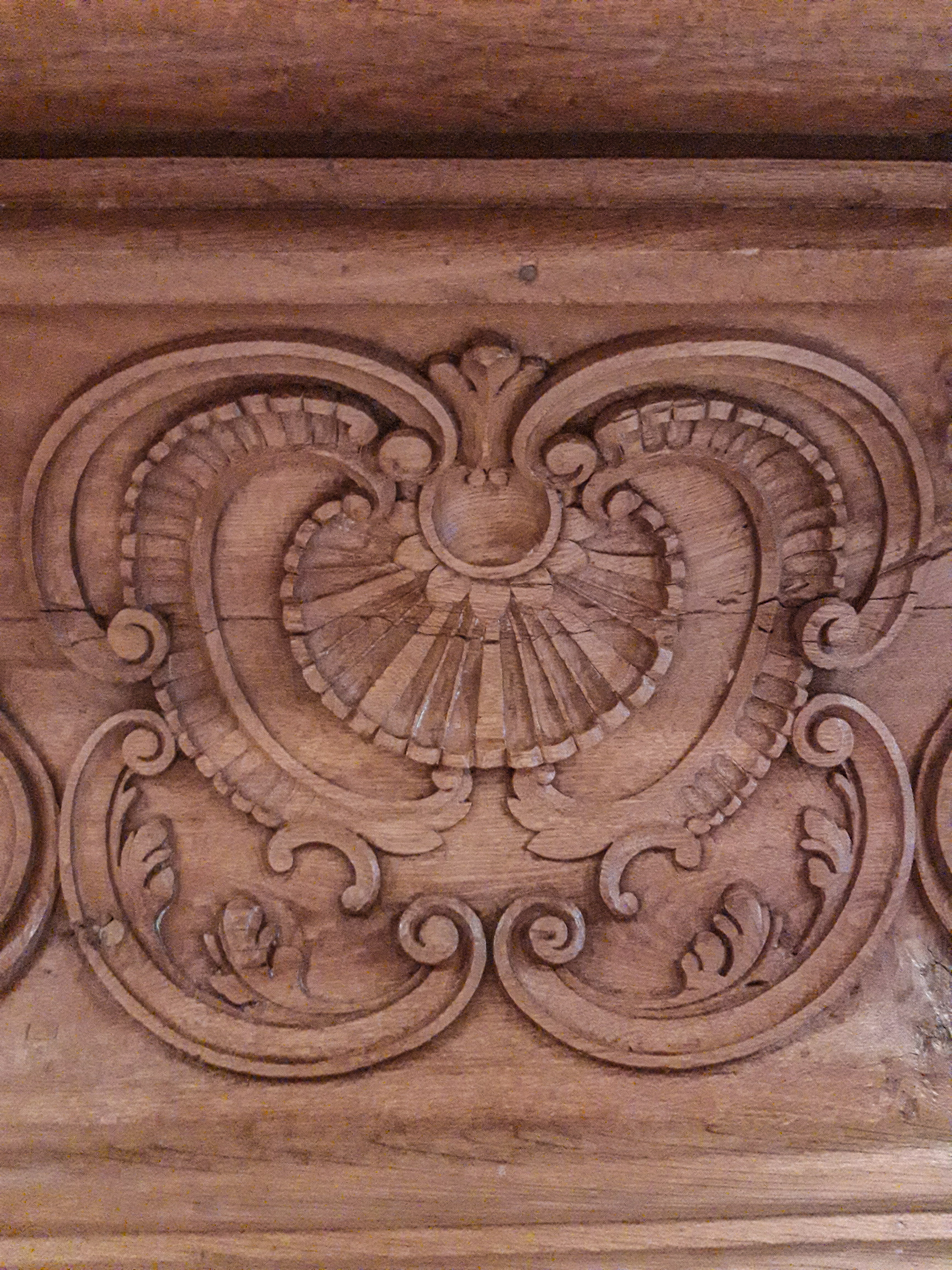
Détail d'une boiserie en forme de coquille Saint-Jacques
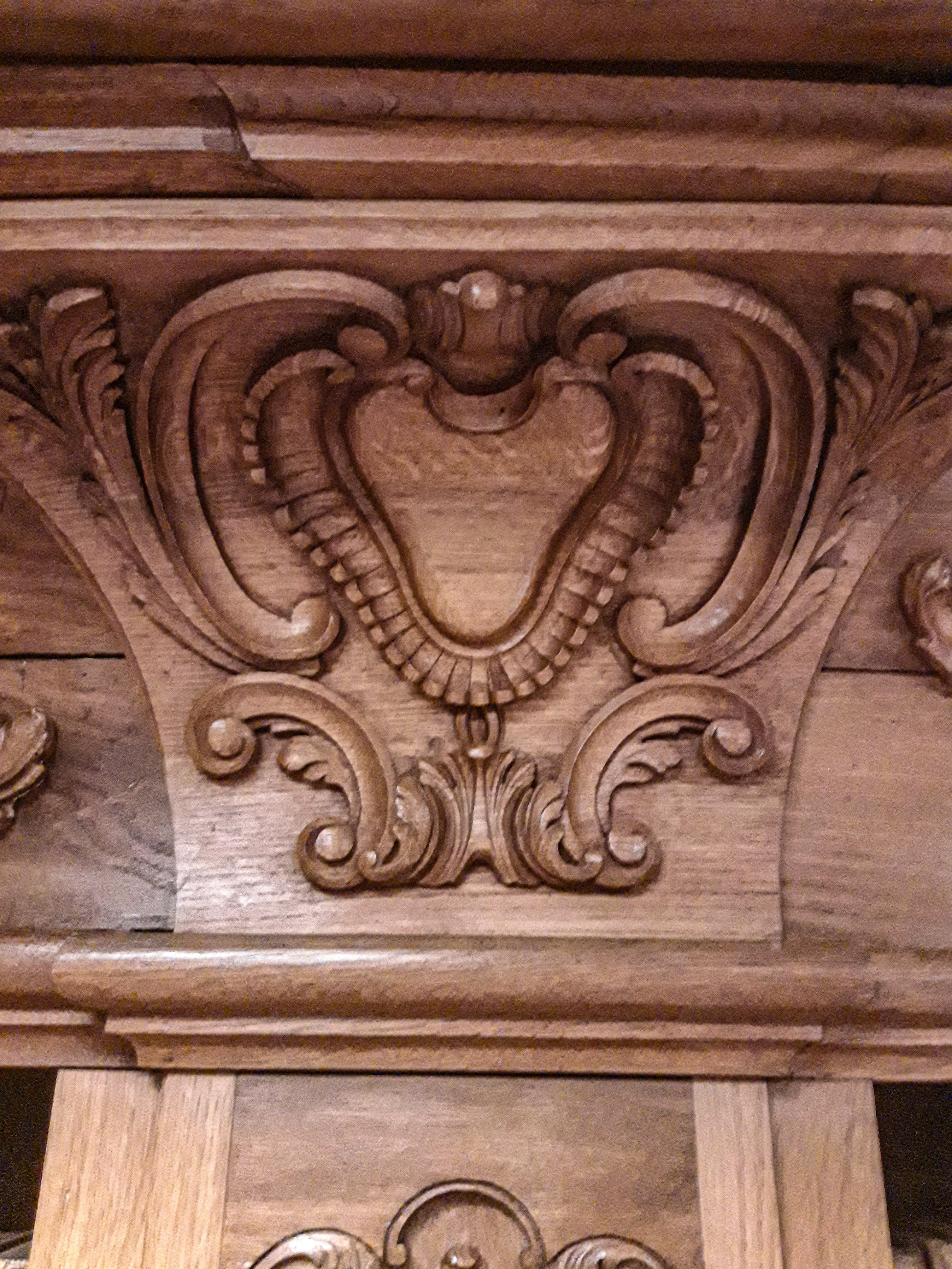
Détail d'une boiserie en forme de cœur